# Nils Tyrgilsson (Färla)
Nils Tyrgilsson (Färla, Tyrgils Klemenssons ätt), född på 1300-talet, död på 1350-talet, var en svensk riddare.

## Biografi
Nils Tyrgilsson (Färla, Tyrgils Klemenssons ätt) var son till riddaren Tyrgils Klemensson (Färla) och Ingrid Nilsdotter (Bielke). Han nämns första gången 133 och blev mellan 1348–1349 riddare. Nils Tyrgilsson avled tidigast 1351.

### Egendom
Nils Tyrgilsson ägde jord i Mo härad, Tveta härad, Vista härad och Västra härad i Småland, i Kinds härad, Redvägs härad och Vartofta härad i Västergötland, i Glanshammars härad i Närke, i Fellingsbro härad, Norrbo härad och Åkerbo härad i Västmanland, i Danderyds skeppslag, Olands härad och Ärlinghundra härad i Uppland.

### Familj
Nils Tyrgilsson gifte sig senast 1340 med Ingeborg Eskilsdotter (Lejonlilja) (levde 1360), dotter till Eskil Andersson (Lejonlilia) och Margareta Kristiernsdotter (Kristierns från Öland ätt). De fick tillsammans barnen en dotter som var gift med Jon Knutsson (Tre rosor), Eskil Nilsson (död mellan 1371–1383) och Laurens Nilsson (död mellan 1382–1409).